# Papilio interjectana
Espèce
Papilio interjectana, aussi appelé Papilio interjecta, est une espèce de lépidoptères (papillons) de la famille des Papilionidae. Cette espèce est présente en Afrique subsaharienne.

## Systématique
L'espèce Papilio interjectana a été décrite pour la première fois en 1995 par l'entomologiste britannique Richard Irwin Vane-Wright (d) (1942-) dans Carcasson's African Butterflies.